# Palo cortado
Palo cortado (deutsch: abgebrochener Stock) ist eine traditionelle Stilrichtung des Sherrys, die hervorragende und rare Sherrys hervorbringt. Palo cortado entsteht in der Regel durch Zufall bei der Sherryherstellung, wenn sich beim Ausbau ein Fino unbeabsichtigt in Richtung Oloroso entwickelt. Dabei wird die Florhefe ausgefällt und der Wein einer stärkeren Oxidation ausgesetzt. So entsteht ein Sherry, der sensorisch wie ein  Zwischenprodukt zwischen Amontillado und Oloroso schmeckt. Sein komplexes Aroma erinnert oft an Nüsse oder Mandeln. Palo cortado wird zumeist trocken ausgebaut mit einem Alkoholgehalt zwischen 18 und 22 % vol.

## Ausbau
Der Palo cortado entsteht aus einem Lesegut und aus Mosten, die für einen Fino ausgewählt wurden. (= Palo). Im Sherrygebiet sind das vor allem Vorlaufmoste aus der Palomino Fino, in der D.O. Montilla-Moriles solche aus der Pedro Ximenez. Die Palomino Moste werden fast immer auf 15–16 Volumprozent Alkohol mit Weingeist gespritet, jene aus der Pedro Ximenez erreichen diesen Alkoholgrad in guten Jahren ohne Spritung. Nach der Gärung in Gärfässer, Gärtanks, beziehungsweise in Tonkrügen (Tinajas), werden die Jungweine in 600 Liter fassende Sherry-Fässer umgezogen und reifen im Solera-Criadera Verfahren wie andere Sherrys, Manzanillas oder Weine aus Montilla-Moriles. Geplant ist ein reduktiver Ausbau unter der sich bald nach dem Umziehen bildenden Florhefeschicht, die einen Sauerstoffkontakt weitgehend verhindert. Aus nicht genau bekannten Gründen entwickeln sich zuweilen einige Fässer eines Jahrgangs anders als die anderen. Dann kann der Weinmacher den Palo abhaken, es ist ein cortado, ein abgehakter, oder durchgestrichener Palo geworden.
Erkennt der Weinmacher rechtzeitig die anders verlaufende Entwicklung des Weines, wird nochmals auf 17–19 Volumprozent aufgespritet, wodurch die noch vorhandene Florhefe abstirbt und die weitere Entwicklung des Weines oxidativ erfolgt.
Seltener entstehen Palo cortados aus Weinen, die eigentlich zu Olorosos heranreifen sollten. Auch in diesem Falle ist angeblich nicht genau bekannt, weshalb sich manche Fässer einer Solera anders verhalten als die übrigen. Ursprünglich scheinen Palo cortadados tatsächlich spontan entstandene, nicht geplant ausgebaute Weine gewesen zu sein. Die große Nachfrage nach diesem Sherry-Typ und das entsprechend große Angebot lassen jedoch vermuten, dass Palo cortados zumindest in den großen Bodegas gezielt aus etwas körperreicheren Fino-Grundweinen hergestellt werden, die einige Jahre reduktiv ausgebaut werden und nach einem nochmaligen Spriten oxidativ reifen.
 Das Verschneiden von Amontillados mit Olorosos ist zwar erlaubt, doch dürfen solche Weine nicht als Palo cortado vermarktet werden.

## Sensorische Charakteristik
Im Geschmack und Aussehen liegt ein Palo cortado zwischen Amontillado und Oloroso. Mit Amontillado teilt er vor allem die Frische und die komplexe Nussaromatik, mit Oloroso den Körperreichtum. Typische Palo cortados sind in der Regel trockene Weine, halbsüße und süße Varianten sind im Markt seltener vertreten.